# Enyce

Enyce est une marque de vetêments américaine créée en 1996 par Evan Davis, Lando Felix et Tony Shellman. Enyce se prononce Eh-Nee-Chay en référence à la phonétique anglophone des initiales de New York City : N.Y.C. En 5 années, la marque a augmenté ses profits de 6 à 65 millions de dollars. Elle a également diversifié ses lignes de vêtements en créant des modèles pour femmes sous le nom de Lady Enyce et Enyce est aujourd'hui devenue une marque reconnue dans les milieux rap américains. La marque vient d'être rachetée par Sean J. Combs alias P.Diddy pour 20 millions de dollars.